# Metal extremo
El metal extremo es un término utilizado para englobar los subgéneros de heavy metal más agresivos. Aunque no se refiere a un género musical específico, incluye a muchos de los subgéneros del metal creados en la década de los 80. Aunque no es muy conocido por la corriente principal del mercado musical, ha influido en muchos otros subgéneros y ha ocasionado la proliferación de modas y subculturas.
Las canciones de este género suelen ser más potentes, abrasivas y agresivas que la mayoría de metal. La voz en sus canciones es uno de los elementos más característicos, variando entre los chillidos hasta los gruñidos guturales, pasando por las voces limpias. El tempo del metal extremo suele ser inusual, y va desde la rapidez del thrash metal y death metal hasta la lentitud en los riffs y rapidez en el doble bombo del black metal y groove metal. Sin embargo, la característica principal de este género es la distorsión de las guitarras. Este instrumento suele estar afinado de modo más grave de lo normal, y a menudo se emplean guitarras de siete cuerdas, en lugar de seis.

## Géneros englobados
- Thrash metal
- Death metal
- Black metal
- Doom metal
- Groove metal
- Sludge metal
- Metalcore
- Grindcore
- Powerviolence

### Subgéneros
- Subgéneros del black metal:     
  - Ambient black metal
  - Black metal melódico
  - Depressive black metal
- Subgéneros del death metal:
  - Brutal death metal
  - Death metal melódico
  - Death metal técnico
  - Death metal progresivo
    - Subgéneros del grindcore

  - Goregrind
  - Porngrind

### Fusiones
- Entre géneros del metal extremo
  - Deathgrind
  - Black/doom
  - Death/doom

- Con el hard rock
  - Death n roll

- Con varios géneros musicales
  - Mathcore
  - Blackgaze